# Yokohama F. Marinos
Yokohame F. Marinos er et japansk fodboldhold, der spiller i J1 League. Holdet er det mest succesfulde hold i J1 League. Holdet holder til i Yokohama og er grundlagt af Nissan i 1972. De har hjemmebane på Nissan Stadium, Kōhoku-ku, Yokohama.

## Historiske slutplaceringer
| Sæson | Niveau | Liga      | Placering | Kilde | Notering |
| ----- | ------ | --------- | --------- | ----- | -------- |
| 2019  | 1.     | J1 League | 1.        | [ 1 ] |          |
| 2020  | 1.     | J1 League | 9.        | [ 2 ] |          |
| 2021  | 1.     | J1 League | 2.        | [ 3 ] |          |
| 2022  | 1.     | J1 League | 1.        |       |          |
| 2023  | 1.     | J1 League | 2.        | [ 4 ] |          |

## Nuværende trup
Pr. 9. september 2019.